# 勒圖爾島
66°46′S 141°34′E / 66.767°S 141.567°E
勒圖爾島（Retour Island），是南極洲的島嶼，位於阿黛利地，處於德庫維特角以北0.2公里，屬於寇松群島的一部分，長1.3公里，在1951年由法國探險隊繪入地圖，現時由南極條約體系管理。